# Municipio de Pomona (Kansas)
El municipio de Pomona (en inglés: Pomona Township) es un municipio ubicado en el condado de Franklin en el estado estadounidense de Kansas. En el año 2010 tenía una población de 1078 habitantes y una densidad poblacional de 19,98 personas por km².

## Geografía
El municipio de Pomona se encuentra ubicado en las coordenadas 38°36′53″N 95°28′3″O / 38.61472, -95.46750. Según la Oficina del Censo de los Estados Unidos, el municipio tiene una superficie total de 53.96 km², de la cual 53,49 km² corresponden a tierra firme y (0,87 %) 0,47 km² es agua.

## Demografía
Según el censo de 2010, había 1078 personas residiendo en el municipio de Pomona. La densidad de población era de 19,98 hab./km². De los 1078 habitantes, el municipio de Pomona estaba compuesto por el 95,08 % blancos, el 0,37 % eran afroamericanos, el 1,95 % eran amerindios, el 0,09 % eran isleños del Pacífico, el 0,28 % eran de otras razas y el 2,23 % eran de una mezcla de razas. Del total de la población el 2,97 % eran hispanos o latinos de cualquier raza.